# فرانچسکو پیکولو
فرانچسکو پیکولو (ایتالیایی: Francesco Piccolo؛ زادهٔ ۱۹۶۴ میلادی) نویسنده، روزنامه‌نگار و فیلم‌نامه‌نویس اهل ایتالیا است.
از فیلم‌ها یا مجموعه‌های تلویزیونی که وی در آن‌ها نقش داشته‌است، می‌توان به اسم من تانینو است و دوست نابغه من اشاره نمود.
او همچنین برندهٔ جوایزی همچون جایزه استرگا شده‌است.